# بيتر جونز (ممثل)
بيتر جونز (بالإنجليزية: Peter Jones)‏ هو كاتب سيناريو وممثل بريطاني، ولد في 12 يونيو 1920 في المملكة المتحدة، وتوفي بنفس المكان في 10 أبريل 2000.

## وصلات خارجية
- بيتر جونز على موقع IMDb (الإنجليزية)
- بيتر جونز على موقع روتن توميتوز (الإنجليزية)
- بيتر جونز على موقع ألو سيني (الفرنسية)
- بيتر جونز على موقع ميوزك برينز (الإنجليزية)
- بيتر جونز على موقع أول موفي (الإنجليزية)
- بيتر جونز على موقع قاعدة بيانات الأفلام السويدية (السويدية)
- بيتر جونز على موقع ديسكوغز (الإنجليزية)
- بيتر جونز على موقع قاعدة بيانات الفيلم (الإنجليزية)